# HTC One mini 2
Das HTC One mini 2 ist eine verkleinerte Abwandlung des Smartphones HTC One (M8) von HTC, bei dem für einen vergünstigten Preis auf einige Eigenschaften verzichtet wurde. Am 15. Mai 2014 wurde es offiziell vorgestellt.

## Ausstattung
Im Vergleich zum HTC One (M8), wird ein leistungsärmerer Prozessor und halb so viel Arbeitsspeicher verwendet. Der Bildschirm wurde von 5,0″ auf 4,5″ verkleinert und die Auflösung von 1920 × 1080 auf 1280 × 720 Pixel verringert. Optisch ähnelt das Gerät stark dem One (M8), ist aber um wenige Millimeter kleiner und einige Gramm leichter. Statt der geschliffenen Kanten des One besitzt das mini 2 einen Rahmen aus Polycarbonat. Weitere Funktionen, die eingespart wurden, sind Hardware-Funktionen wie der Schrittzähler, die Anzeige für das DotView-Cover und Motion Launch. Der interne Speicher umfasst 16 GB und ist wie beim One (M8) um bis zu 128 GB erweiterbar. Der Akku wurde von 2600 mAh auf 2100 mAh verkleinert. Des Weiteren wurde der Infrarot-Emitter nicht ausgeführt.

## Tests und Kritik
Das One mini 2 schnitt in Tests äußerst positiv ab. Inside-handy.de lobte Verarbeitung und Design, Kamera, Display und Leistung. Der Akku wurde als Schwachpunkt erwähnt, erhielt aber noch 3,5 von 5 Sternen. Ein weiterer Kritikpunkt war das Verhältnis zwischen Gehäuse und Display.